# تیلورکریک (فلوریدا)
تیلورکریک (به انگلیسی: Taylor Creek) یک منطقهٔ مسکونی در ایالات متحده آمریکا است که در شهرستان اوکیچوبی، فلوریدا واقع شده‌است. تیلورکریک ۱۰٫۸ کیلومتر مربع مساحت و ۴٬۳۴۸ نفر جمعیت دارد و ۵ متر بالاتر از سطح دریا قرار دارد.